# Cnemaspis dilepis
Cnemaspis dilepis este o specie de șopârle din genul Cnemaspis, familia Gekkonidae, descrisă de Perret 1963. Conform Catalogue of Life specia Cnemaspis dilepis nu are subspecii cunoscute.